# Konrad Jarnot
Konrad Jarnot (* 1972 in Brighton, UK) ist ein britischer Opernsänger (Bariton) und Gesangspädagoge.

## Leben
Jarnot studierte Gesang bei Rudolf Piernay an der Guildhall in London, wo er mit der Goldmedaille ausgezeichnet wurde, und bei Dietrich Fischer-Dieskau. Nach seinem Ersten Preis beim ARD-Musikwettbewerb 2000 in München wurde die Musikwelt auf den jungen Bariton aufmerksam.
Einladungen führten ihn unter anderem an das Royal Opera House Covent Garden London, Lincoln Center New York,  Teatro Real Madrid, Concertgebouw Amsterdam, Théâtre des Champs-Elysées Paris, Wiener Konzerthaus, International Forum Tokyo, Gewandhaus Leipzig, Festspielhaus Baden-Baden und Salzburg, Tonhalle Zürich, Konzerthaus Berlin, Philharmonie Köln und München.
Als Opernsänger sang Jarnot bisher folgende Partien: Amfortas (3. Akt Parsifal, konzertant: Monte-Carlo, Frankfurt), Tambourmajor (Wozzeck (Gurlitt): Madrid), Guglielmo (Così fan tutte: Savonlinna), Onegin (Eugen Onegin: Baden-Baden) und Harlekin (Ariadne auf Naxos: Garmisch).
Als Liedersänger war er mit den Pianisten Helmut Deutsch, Hartmut Höll, Irwin Gage und Alexander Schmalcz weltweit tätig und zu Gast in Aufnahmestudios. CDs liegen vor bei Orfeo, Oehms Classics und Harmonia Mundi.
Neben seiner sängerischen Tätigkeit erhielt Jarnot im Jahr 2009 eine Professur für Gesang an der Robert Schumann Hochschule Düsseldorf.